# Четверте Царство (трилогія)
Четверте Царство (англ. The Fourth Realm Trilogy) — серія із трьох антиутопічних романів, що були написані Джоном Твелф Гоксом та вперше опубліковані між 2005 та 2009 роками. Серія була перекладена 25 мовами і вийшла загальним накладом понад 1,5 млн примірників.
Повністю була опублікована українською мовою 2006, 2008 та 2011 років видавництвом Книжковий клуб «Клуб сімейного дозвілля» в рамках проекту «Світові бестселери — українською».
Трилогія розказує про паралельні світи, де Велика Машина, що контролюється Братерством, контролює індустріальне, Четверте Царство. Це Братство хоче тримати суспільство під тотальним контролем.

## Книги серії
Нижче подано книги серії у порядку виходу в світ:
1. Мандрівник (випущений у США у червні 2005 року, в Україні — 2006).
2. Темна ріка (випущений у США у липні 2007 року, в Україні — 2008).
3. Золоте місто. Таємничий дар (випущений у США у вересні 2007 року, в Україні — 2011).